# Běleč (železniční zastávka)
Běleč je železniční zastávka situovaná na jednokolejné regionální železniční Zadní Třebaň – Lochovice v obvodu městyse Liteň, v katastrálním území Běleč na adrese Pod Zastávkou 245.

## Historie
Stavbu trati Zadní Třebaň - Lochovice iniciovali podnikatelé v zemědělství, kteří vytvořili Družstvo pro postavení místní dráhy Zadní Třebaň - Hostomice. Činnost družstva využívala legislativy, která podporovala rozvoj místních železničních tratí, například zemského zákona č. 8 z roku 1892, který umožňoval podporu ze zemského rozpočtu. Liteňský velkostatkář Josef Šebestián Daubek prosadil zřízení železniční stanice Liteň v bezprostřední blízkosti hospodářského dvora zámku v Litni. Před touto stanicí je ve směru ze Zadní Třebaně železniční zastávka Běleč. Provoz na trati byl zahájen 30. srpna 1901.
V době vzniku trati po ní jezdily kromě osobních vlaků i vlaky nákladní zajišťující především dovoz surovin a odvoz zemědělských produktů.
Zastávka se nachází na jižním okraji Bělče a má 1 kolej, druhá manipulační byla demontována po ukončení nákladní dopravy. Jako poslední vedla nákladní vlak do stanice motorová lokomotiva T444.0 přezdívaná „Karkulka“.

## Budova s přístřeškem
V rámci výstavby trati a zřízení železniční zastávky byl postaven strážní domek a přístřešek pro cestující. Protože trať patřila ke státem garantovaným železničním stavbám podle zákona o státní podpoře a zvelebování železnic nižšího řádu byl (i pro úsporu nákladů na projekci) použit typový list – tzv. normálie Zemského výboru Království českého.
Na budově strážního domku je zachována barevnost předepsaná pro nádražní budovy v době vzniku stanice: obvodové zdi byly malovány žlutou nebo okrovou barvou a nároží bílými pruhy.
Budova již neslouží svému účelu, protože zastávka není od roku 1985 obsazena a jízdenky prodává průvodčí ve vlaku.

## Naučná stezka
Železniční zastávka Běleč je zastavením A 12 zelené stezky naučné stezky Liteň, otevřené  v roce 2013. Panel u nádraží informuje cestující i turisty o historii zastávky a trati.

## Galerie

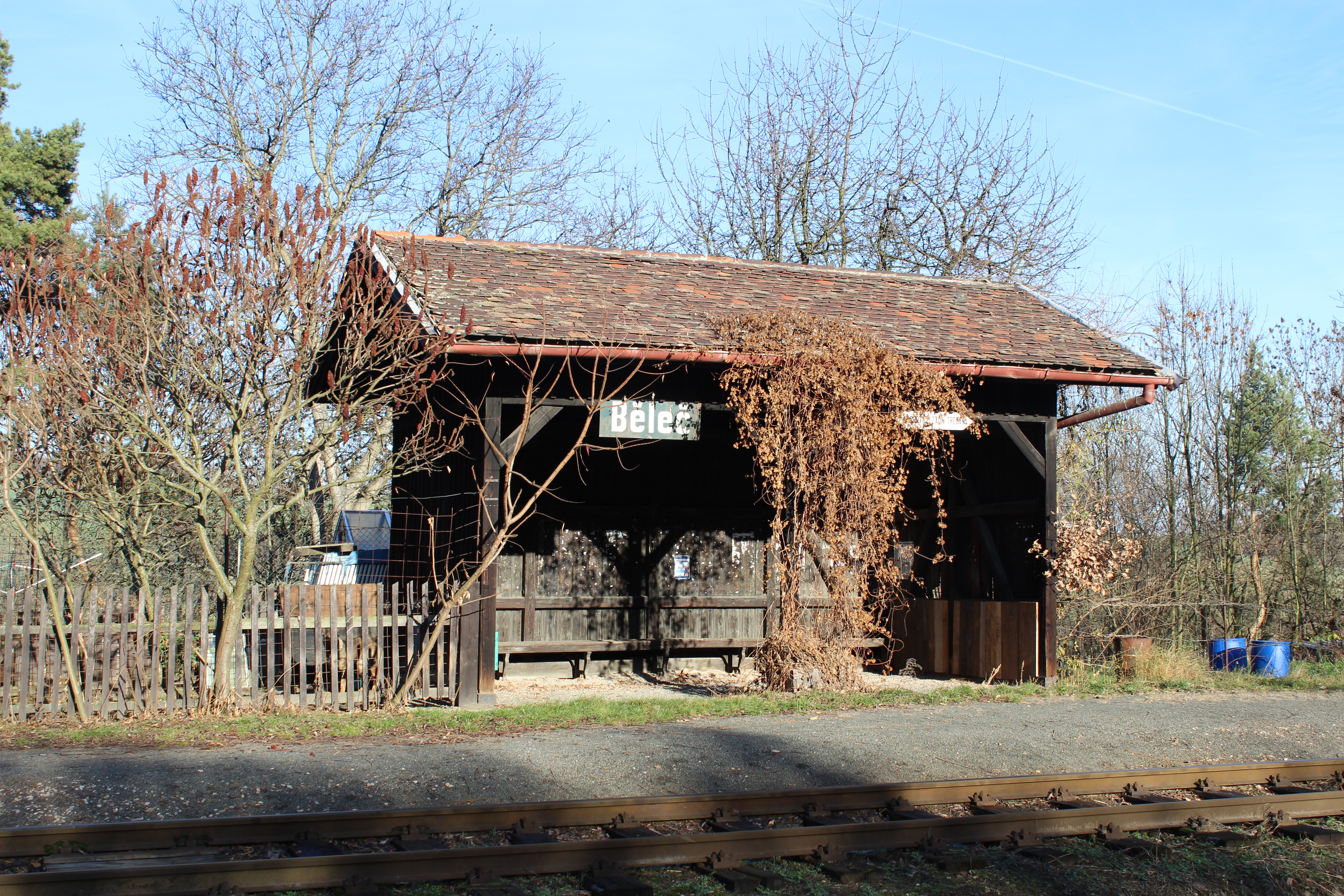
Přístřešek pro cestující
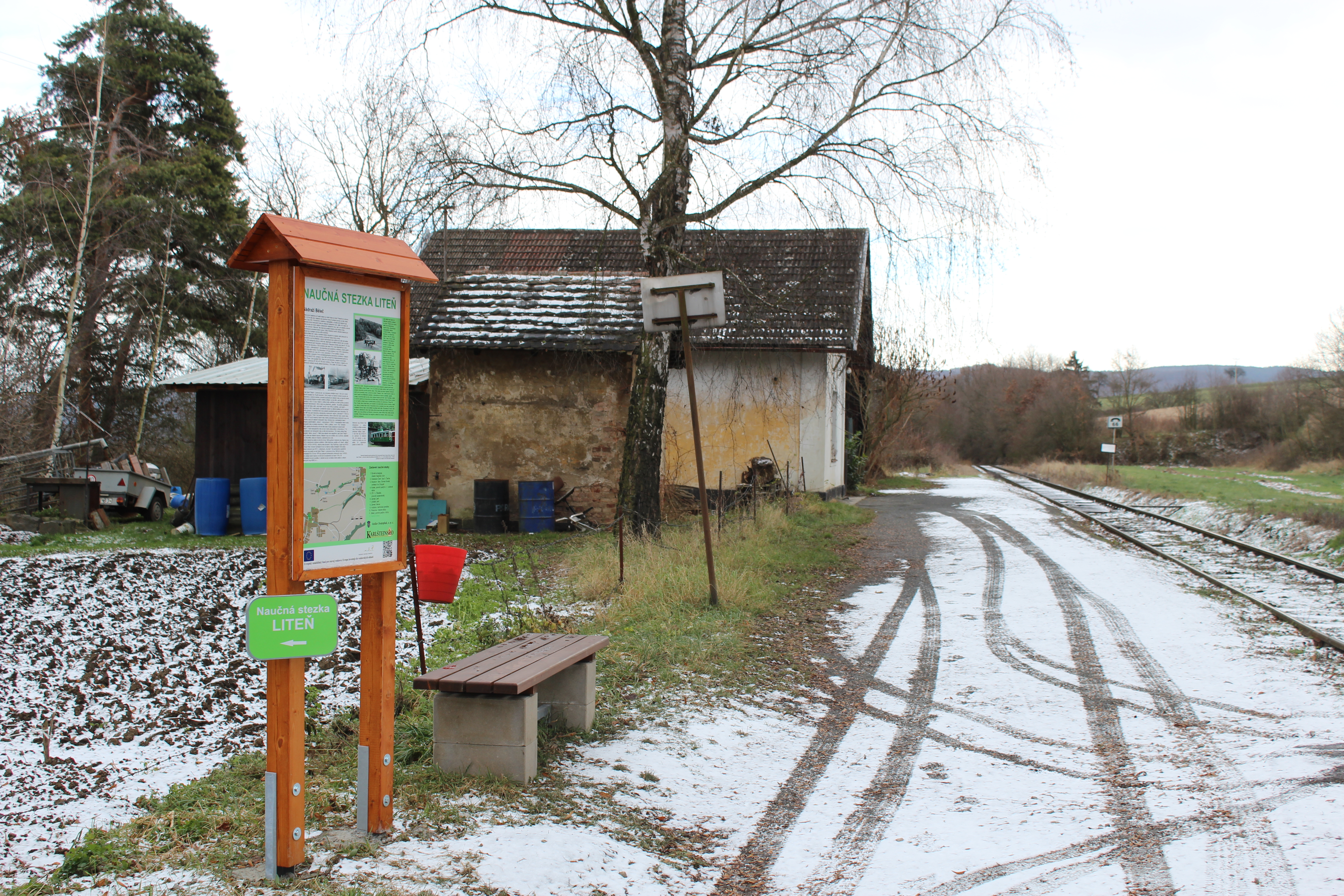
Pohled na panel Naučné stezky
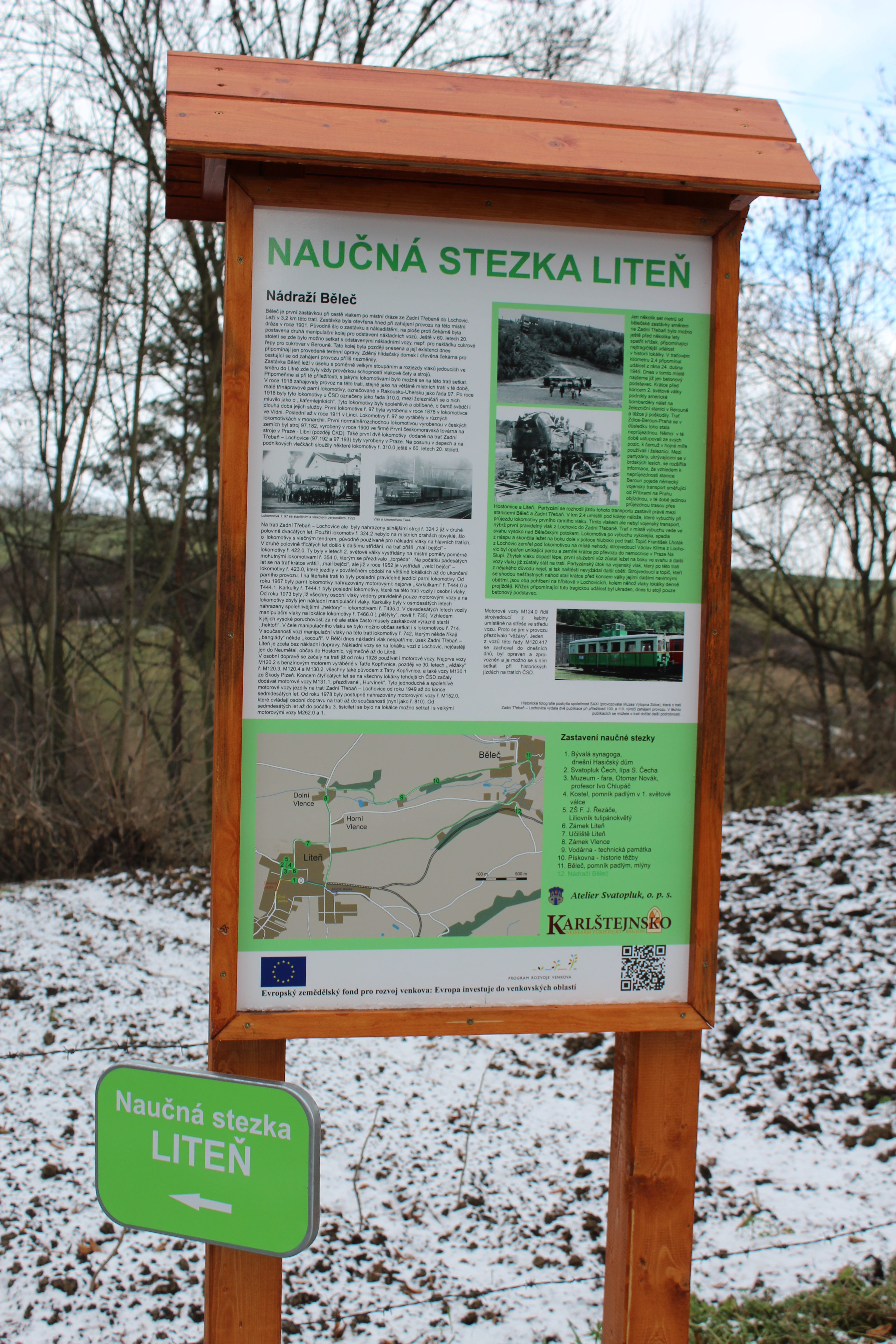
Panel naučné stezky se směrovkou
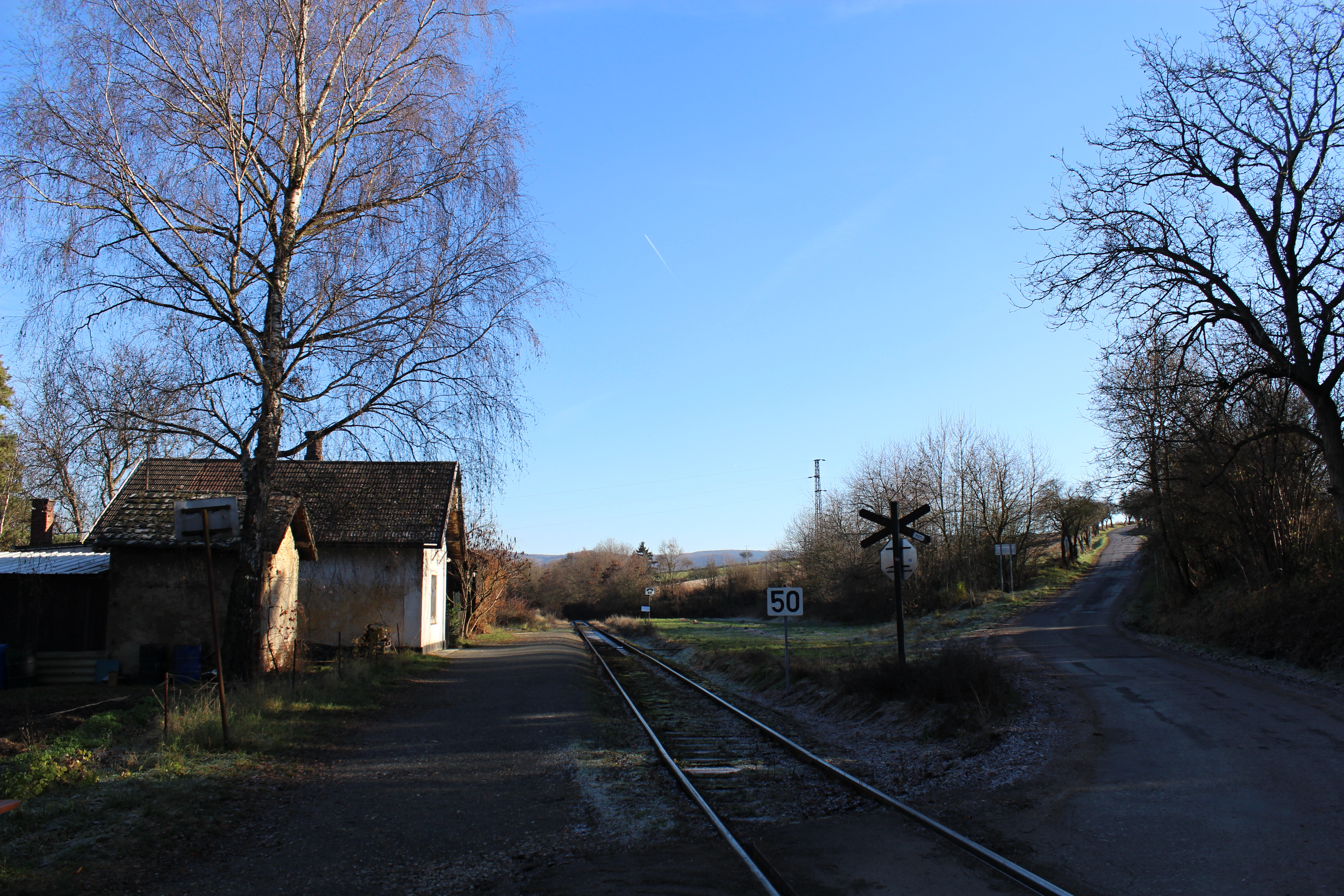
Pohled z přejezdu do stanice na východ
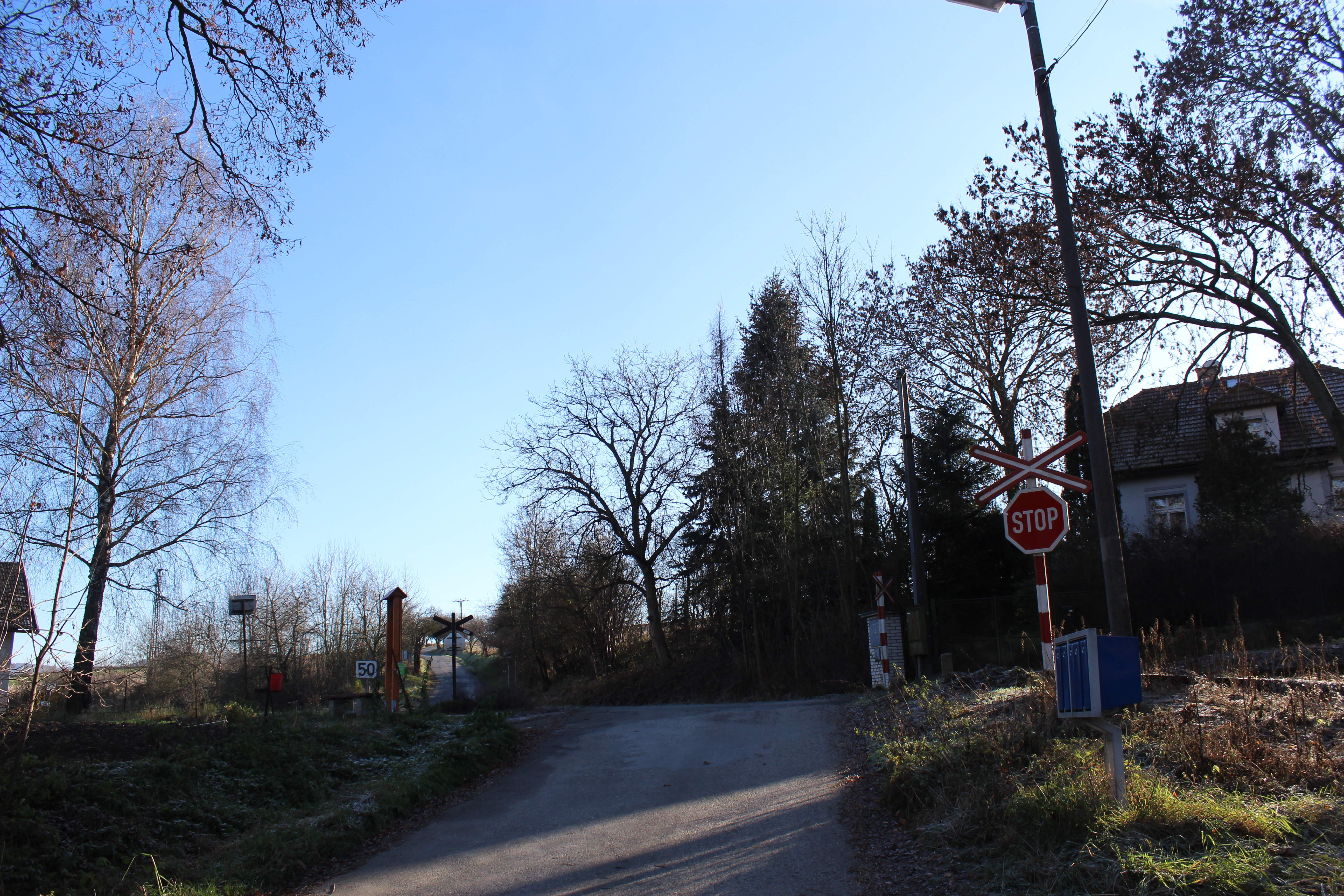
Železniční přejezd od Bělče směrem na jih